# 77-я стрелковая дивизия (2-го формирования)
77-я стрелковая Симферопольская Краснознамённая ордена Суворова дивизия имени Серго Орджоникидзе — именное стрелковое соединение РККА Вооружённых Сил СССР, во время Великой Отечественной войны и в послевоенное время.
Формирование стрелков в составе действующей армии в периоды:
- с 19 октября 1942 года по 24 января 1944 года;
- с 25 февраля по 20 мая 1944 года;
- с 1 июля 1944 года по 9 мая 1945 года.

## История
Формирование 77-й стрелковой дивизии (2-го формирования) проходило осенью 1942 года на территории Дагестанской АССР из материальных и людских ресурсов всего северокавказского региона РСФСР и частично, республик Закавказья. Несмотря на то, что основу дивизии (около 70 % личного состава) составляли русские и украинцы, части дивизии комплектовались призывниками из всех областей и республик Северного Кавказа и Закавказья. Соединению были переданы войсковой номер, орден и именное наименование 77-й горнострелковой дивизии.
20 ноября 1942 года дивизия входит в состав 58-й армии, а 31 декабря перебрасывается по железной дороге в район станции Ищерская, откуда вскоре начинает 37-дневный пеший переход в 850 км через Моздок, Минеральные Воды, Ставрополь, Тихорецк — в район Ново-Николаевской и 14 февраля 1943 года с ходу вступает в бой за населённый пункт Лебеди. 19 февраля 1943 года станица Лебеди была полностью очищена от немцев, но впереди была новая задача — хутор Васильченково. В боях за хутор, которые шли до 22 февраля погиб командир дивизии Анатолий Михайлович Кашкин, когда сам повёл солдат в очередную контратаку.
С 1 января по 20 июня 1943 года в дивизии были награждены 594 человека. Весной и летом 1943 года дивизия получила пополнение из Азербайджана в составе 1500 бойцов и командиров.
23 июня 1943 года ЦК КП и СНК Азербайджанской ССР направили в дивизию поздравительное письмо.
31 августа 1943 года 77-я стрелковая дивизия заканчивает боевые действия на Северном Кавказе и 18 сентября входит в состав 63-го стрелкового корпуса 44-й армии 4-го Украинского фронта. 30 сентября дивизия, прорвав оборону противника на линии Нейдорф-Вишневский-Новолюбимовка, уничтожила два пехотных батальона противника, 5 артиллерийских и миномётных батарей. За 45 дней боёв отбросила противника более чем на 300 км. За этот период бойцы дивизии разгромили пять пехотных полков, уничтожили 38 танков, 5 бронемашин и 210 артиллерийских батарей.
77-я стрелковая дивизия освобождала от врага Крым. Уже на третий день общего наступления совместно с 19-м танковым корпусом в районе Томашевска дивизия нанесла врагу мощный удар, выбив части вермахта из важного железнодорожного узла Джанкой. Таким образом нашим частям была открыта дорога для дальнейшего наступления на Симферополь. В течение нескольких дней дивизия вела упорные бои за населённые пункты Суран-Барын, Марьяновка и Екатериновка. В этих боях наступающими частями Красной Армии было уничтожено 5 тыс. солдат и офицеров врага, захвачено 29 орудий, 25 автомобилей и 50 вагонов с военным снаряжением.
13 апреля 1944 года 77-я дивизия совместно с другими частями и соединениями КА, наступая со стороны нынешнего аэропорта, участвовала в освобождении г. Симферополь, взяв пленными около тысячи немцев.
Указом Президиума Верховного Совета СССР дивизии было присвоено почётное наименование «Симферопольская». 613 бойцов и командиров дивизии были награждены орденами и медалями СССР.
В 19 часов 30 минут 7 мая 1944 года 77-я дивизия штурмом овладела ключом к Севастополю — Сапун-горой.
Красные флаги на вершине Сапун-горы водружали и другие бойцы дивизии. К примеру, командир отделения 3-й стрелковой роты 324-го стрелкового полка сержант Абдулазиз Курбанов, в полосе наступления своего подразделения, под огнём противника достиг вершины и водрузил Красный флаг.
77-я дивизия одной из первых вступила в Севастополь. 7 и 8 мая 1944 года 105-й и 276-й полки дивизии, сломив упорное сопротивление врага на подступах к городу, овладели Малаховым Курганом. 9 мая 324-й полк выбил подразделения Вермахта с железнодорожного вокзала, освободил центр города и продержался на занятых позициях до подхода главных сил.
В сражении в Крыму дивизия уничтожила 3 тыс. и взяла в плен 1652 солдата и офицера вермахта. За штурм Сапун-горы и освобождение Севастополя дивизия была награждена орденом Суворова II степени. Командир дивизии Родионов был удостоен звания ГСС указом президиума ВС СССР от 16 мая 1944 года. Его личные вещи по сей день хранятся в одной из витрин экспозиционного зала диорамы «Штурм Сапун-горы» в Севастополе.
В июле 1944 года в составе 51-й армии прибывает в Прибалтику. 29 июля 77-я дивизия вступила в бой с немцами и вышла на рубеж южнее Бауска. В августе 1944 года действуя в составе 51-й армии дивизия нанесла серьёзное поражение врагу в районе Добеле. В двухнедельных оборонительных боях дивизия отразила 31 атаку 12-й танковой дивизии вермахта, уничтожив 178 танков и самоходных орудий и разгромив два пехотных полка немцев. За месяц наступательных боёв 587 солдат и офицеров дивизии были награждены орденами и медалями СССР.
В январе-феврале 1945 года 77-я дивизия сражалась с вермахтом на берегах Балтики и в Северо-Восточной Пруссии. Только в первой половине февраля дивизия отразила 17 контратак противника, уничтожив более 1300 солдат и офицеров противника.
77-я дивизия завершила войну в Курляндии. 8 мая 1945 года в районе Дзинтари части вермахта сложили оружие и капитулировали перед боевыми порядками 77-й дивизии.
В ходе войны дивизия провела непосредственно на поле боя 25 месяцев, пройдя боевой путь от Кавказа до Балтики. За это время было истреблено и взято в плен свыше 50 тыс. солдат и офицеров вермахта, уничтожено 255 танков, 938 орудий, 859 пулемётов, 383 миномёта. 2344 автомашины, захвачено в качестве трофеев около 4 тыс. вагонов, 30 тыс. винтовок и автоматов, 360 автомашин, 8 самолётов. Личный состав дивизии десять раз удостаивался благодарности верховного Главнокомандующего. Дивизия прошла боевой путь длиною в 10 900 км, из них с боями 2555.
11 237 её солдат и офицеров за годы войны были награждены орденами и медалями, а 8 удостоены звания Героя Советского Союза.
После войны выведена в Уральский военный округ. В июле 1946 года была сокращена в 4-ю отдельную стрелковую бригаду. С октября 1953 года на её базе вновь была восстановлена 77-я стрелковая дивизия, которую в июне 1957 года переформировали в 126-ю мотострелковую дивизию. Позднее, в феврале 1965 года, 126-я мотострелковая дивизия переименована в 34-ю мотострелковую дивизию.

## Награды дивизии
- 29 октября 1930 года — присвоено имя «Серго Орджоникидзе» — приказ РВС СССР № 218, от 29 октября 1930 года, (именное наименование передано по преемственности от 77-й горнострелковой дивизии).
- 1935 год —  Орден Красного Знамени- награждена постановлением ЦИК СССР за выдающиеся успехи и в ознаменовние пятнадцатилетия[2](орден передан по преемственности от 77-й горнострелковой дивизии)
- 24 апреля 1944 года — Почетное наименование «Симферопольская» — присвоено приказом Верховного Главнокомандующего № 0106 от 24 апреля 1944 года за отличие в боях за овладение городом Симферополь 13 апреля 1944 года/
- 24 мая 1944 года —  Орден Суворова II степени — награждена указом Президиума Верховного Совета СССР от 24 мая 1944 года за образцовое выполнение заданий командования в боях за освобождение города Севастополя и проявленные при этом доблесть и мужество.[3]

Награды частей дивизии:
- 105-й стрелковый ордена Кутузова[4] полк

## Состав
- управление
- 105-й стрелковый полк;
- 276-й стрелковый полк;
- 324-й стрелковый полк;
- 239-й артиллерийский полк;
- 197-й отдельный истребительно-противотанковый дивизион;
- 3-я отдельная разведывательная рота;
- 41-й отдельный сапёрный батальон;
- 136-й отдельный батальон связи (612 отдельная рота связи);
- 73-й медико-санитарный батальон;
- 134-я отдельная рота химической защиты;
- 140-я автотранспортная рота;
- 154-й дивизионный ветеринарный лазарет;
- 207-я полевая почтовая станция
- 235-я полевая касса Государственного банка.[5]

## Командиры
77-я стрелковая дивизия
- Кабанов, Ефим Ефремович (11.09.1942 — 29.10.1942), полковник[6]
- Бушев, Сергей Михайлович (19.10.1942 — 20.11.1942), полковник[6]
- Татарчевский, Пётр Михайлович (21.11.1942 — 18.01.1943), подполковник[6]
- Кашкин, Анатолий Михайлович (19.01.1943 — 19.02.1943), полковник[6]
- Чёрный, Степан Макарович (22.02.1943 — 28.03.1943), полковник[6]
- Кудинов, Серафим Павлович (29.03.1943 — 19.06.1943), полковник[6]
- Горпищенко, Павел Филиппович (20.06.1943 — 28.11.1943), полковник[6][7]
- Сиванков, Алексей Иванович (29.11.1943 — 12.02.1944), полковник[6]
- Родионов, Алексей Павлович (13.02.1944 — 07.1946) полковник, генерал-майор[6]

4-я отдельная стрелковая бригада
- Витошкин, Алексей Дмитриевич (07.1946 — 03.1947), генерал-майор
- Сопенко, Василий Каленикович (03.1947 — 5.10.1953), генерал-майор

77-я стрелковая дивизия
- Сопенко, Василий Каленикович (5.10.1953 — 15.01.1954), генерал-майор
- Репин, Яков Фёдорович (15.01.1954 — 4.06.1957) полковник, генерал-майор

126-я мотострелковая дивизия
- Репин, Яков Фёдорович (4.06.1957 — 30.05.1959), генерал-майор
- Иванов, Николай Фёдорович (7.09.1959 — 6.02.1965), полковник, генерал-майор

## Отличившиеся воины
- Абдулаев, Абдурахман Ягъяевич — Герой Советского Союза.
- Атамановский, Пётр Ефимович — Герой Советского Союза.
- Борщик, Иван Владимирович — Герой Советского Союза.
- Елисов, Павел Александрович — Герой Советского Союза.
- Загорулько Дмитрий Сергеевич — Герой Советского Союза.
- Побединский, Никифор Фёдорович — полный кавалер ордена Славы[8].
- Родионов, Алексей Павлович — Герой Советского Союза.
- Торопкин Алексей Георгиевич — Герой Советского Союза.
- Чакрян, Арутюн Хачикович — Герой Советского Союза.

## Память

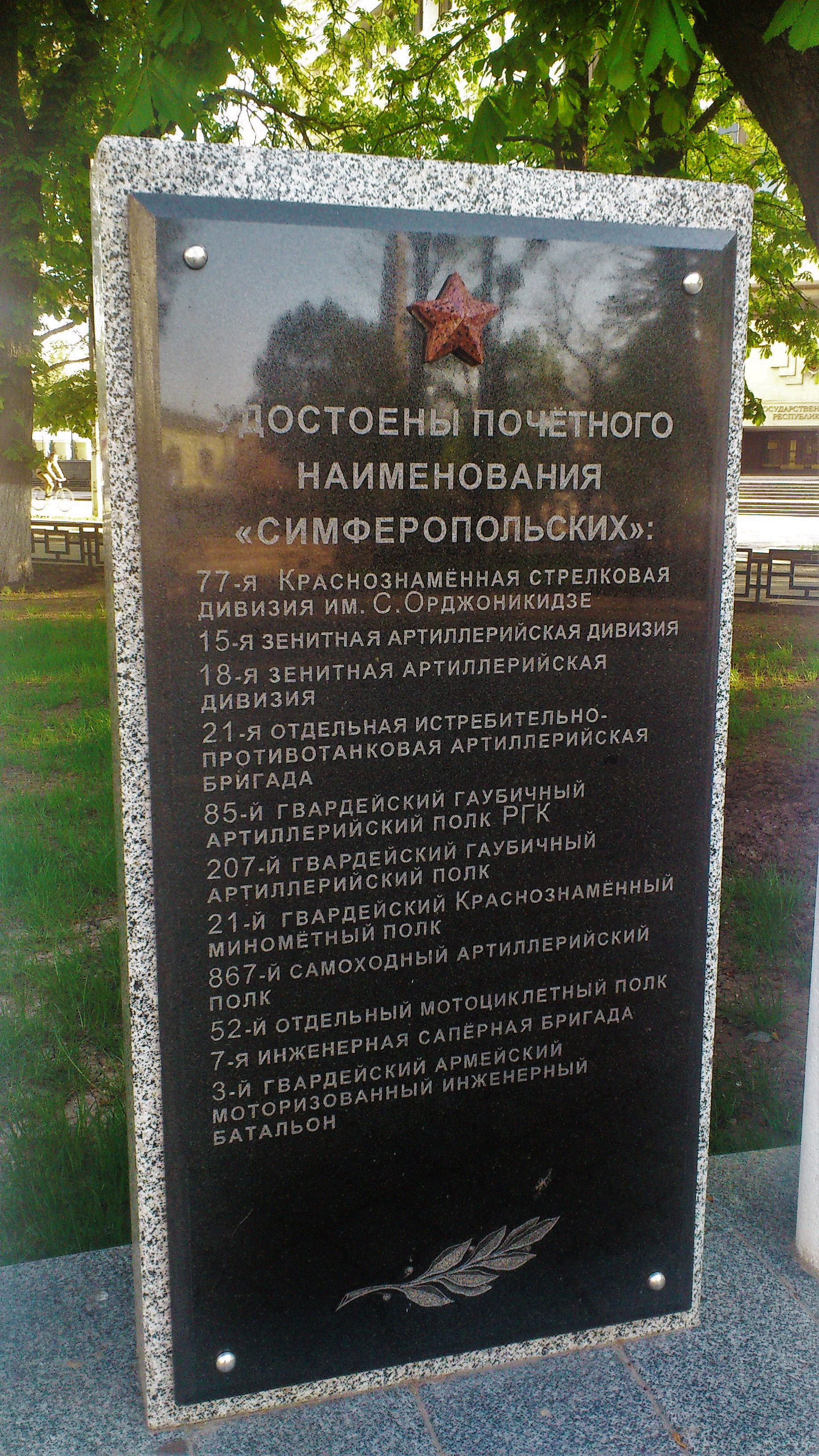
На мемориальной плита у танка-памятника освободителям Симферополя в сквере Победы в Симферополе

- В 1974 году был построен мемориальный комплекс на Сапун-горе в честь воинов 77-й дивизии (скульптор О. Г. Эльдаров, архитекторы Ф. Б. Сеид-Заде, Р. М. Шарифов, инженер Ю. Д. Дубнов).
- Наименование дивизии высечено на мемориальной плите у танка-памятника освободителям Симферополя в сквере Победы в Симферополе.